# Phil Gramm
William Philip Gramm, né le 8 juillet 1942 à Fort Benning (Géorgie), est un économiste et homme politique américain. 
Il est membre du Parti démocrate de 1978 à 1983, puis du Parti républicain à partir de 1983. Il représente la 6e circonscription du Texas à la Chambre fédérale des représentants de 1979 à 1985, puis est élu sénateur du Texas au Congrès de 1985 à 2002. Dans cette dernière fonction, il a été l'un des rapporteurs du Gramm-Leach-Bliley Act Financial Services Modernization Act de 1999 mettant fin à la distinction entre banques de dépôts et banques d'investissement.